# Matthew McConaughey
Matthew David McConaughey (Uvalde, 4 de novembro de 1969) é um ator, produtor, realizador, cenógrafo e professor estadunidense, e vencedor do Oscar de Melhor Ator.

## Carreira
McConaughey iniciou a sua carreira de ator em 1991 com pequenas participações em filmes e anúncios publicitários e em 1993 foi seleccionado por casting para o filme Dazed and Confused. No entanto, o ator é conhecido sobretudo pela sua participação nas comédias românticas The Wedding Planner (2001), How to Lose a Guy in 10 Days (2003) e Failure to Launch (2006). O ator também se destacou como protagonista do filme A Time to Kill (1996), no papel do advogado Jake Tyler Brigance.
Além de fazer uma ponta em The Wolf of Wall Street (2013), participou como protagonista tanto na série de sucesso da HBO, True Detective, recebendo ótimas críticas, como no premiado filme Dallas Buyers Club (2013). Por seu desempenho, Matthew foi aclamado pela crítica especializada, levando, entre tantos outros prêmios, o Oscar de Melhor Ator, Globo de Ouro de Melhor Ator em filme dramático e SAG Award de Melhor Ator.

## Vida pessoal
Matthew é casado com a modelo brasileira Camila Alves com quem tem três filhos. Levi, nascido no dia 7 de julho de 2008 em Los Angeles, Vida, nascida no dia 3 de janeiro de 2010 e Livingston, nascido no dia 28 de Dezembro de 2012. Os dois oficializaram a relação no dia 9 de Junho de 2012 numa cerimônia íntima no Texas.
Ele já namorou as atrizes Sandra Bullock, Ashley Judd, com quem teve um affair durante o início A Time to Kill, Penélope Cruz, Salli Richardson e um breve relacionamento com Janet Jackson.

## Filmografia

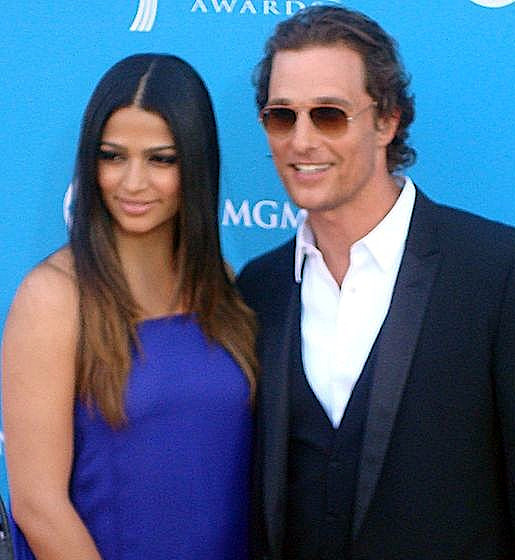
McConaughey com sua esposa, a brasileira Camila Alves.

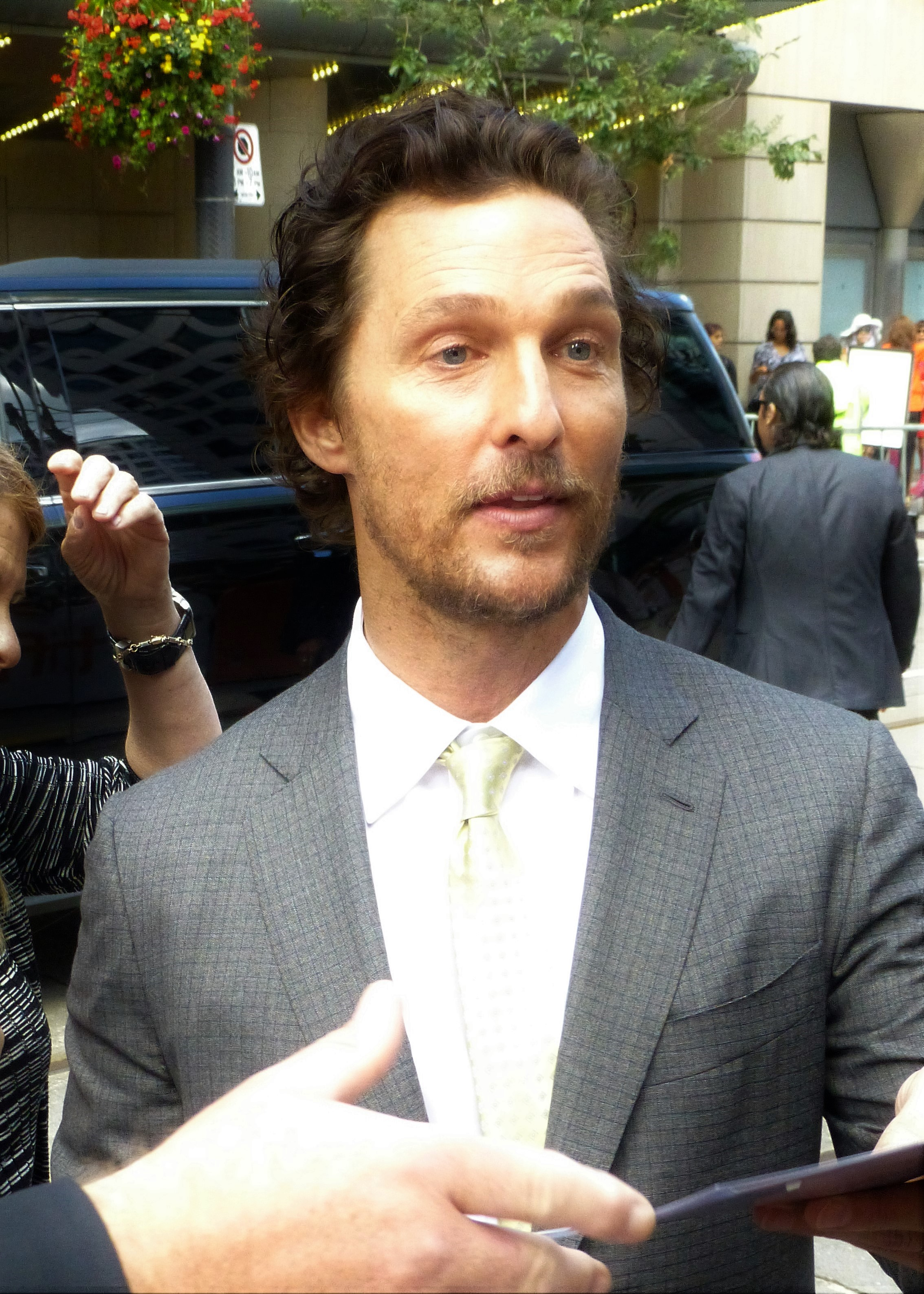
Matthew McConaughey na estréia de Sing - Quem Canta Seus Males Espanta, em 2016 no Toronto Film Festival

Como ator
| Ano  | Filme                                     | Título Portugal                  | Título Brasil                            | Personagem                          |
| ---- | ----------------------------------------- | -------------------------------- | ---------------------------------------- | ----------------------------------- |
| 1993 | My Boyfriend's Back                       |                                  | Namorado Gelado, Coração Quente!         | Teenage Moviegoer                   |
| 1993 | Dazed and Confused                        | Juventude Inconsciente           | Jovens, Loucos e Rebeldes                | David Wooderson                     |
| 1994 | Angels in the Outfield                    | Anjos em Campo                   | Os Anjos Entram em Campo                 | Ben Williams                        |
| 1995 | The Return of the Texas Chainsaw Massacre | Massacre no Texas - O Regresso   | O Massacre da Serra Elétrica - O Retorno | Vilmer Sawyer                       |
| 1995 | Boys on the Side                          | Homens à Parte                   | Somente Elas                             | Officer Abe Lincoln                 |
| 1996 | A Time to Kill                            | Tempo de Matar                   | Tempo de Matar                           | Jake Tyler Brigance                 |
| 1996 | Lone Star                                 | Um Corpo no Deserto              | Lone Star - A Estrela Solitária          | Buddy Deeds                         |
| 1996 | Glory Daze                                |                                  | Tempo de Mudança                         | Rental Truck Guy                    |
| 1996 | Larger Than Life                          | Herança de Peso                  | Uma Herança da Pesada                    | Tip Tucker                          |
| 1996 | Scorpion Spring                           |                                  | Scorpion Spring - Uma Cidade Violenta    | El Rojo                             |
| 1997 | Amistad                                   | Amistad                          | Amistad                                  | Roger Baldwin                       |
| 1997 | Contact                                   | Contacto                         | Contato                                  | Palmer Joss                         |
| 1998 | The Newton Boys                           |                                  | Newton Boys - Irmãos Fora da Lei         | Willis Newton                       |
| 1999 | EDtv                                      | EDtv                             | EDtv                                     | Ed 'Eddie' Pekurny                  |
| 2000 | U-571 (filme)                             | Submarino U-571                  | U-571 - A Batalha do Atlântico           | Lt. Andrew Tyler, Executive Officer |
| 2001 | The Wedding Planner                       | Resistir-lhe é Impossível        | O Casamento dos Meus Sonhos              | Steve "Eddie" Edison                |
| 2002 | Reign of Fire                             | Reino de Fogo                    | Reino de Fogo                            | Denton Van Zan                      |
| 2002 | Thirteen Conversations About One Thing    | Vidas ao Acaso                   | Treze Visões                             | Troy                                |
| 2002 | Frailty                                   | Pela Mão do Senhor               | A Mão do Diabo                           | "Fenton Meiks"/Adam Meiks           |
| 2003 | Tiptoes                                   | Em Bicos de Pés                  | Na Ponta dos Pés                         | Steven Bedalia                      |
| 2003 | How to Lose a Guy in 10 Days              | Como perder um homem em 10 dias  | Como perder um homem em 10 dias          | Benjamin Barry                      |
| 2004 | Paparazzi                                 | Paparazzi                        | Paparazzi                                | ele próprio                         |
| 2005 | Two for the Money                         | Aposta de Risco                  | Tudo Por Dinheiro                        | Brandon Lang                        |
| 2005 | Sahara                                    | Sahara                           | Sahara                                   | Dirk Pitt                           |
| 2006 | We Are Marshall                           | Universidade Marshall            | Somos Marshall                           | Jack Lengyel                        |
| 2006 | Failure to Launch                         | Como Despachar um Encalhado      | Armações Do Amor                         | Tripp                               |
| 2008 | Fool's Gold                               | O Tesouro Encalhado              | Um Amor de Tesouro                       | Ben 'Finn' Finnegan                 |
| 2008 | Tropic Thunder                            | Tempestade Tropical              | Trovão Tropical                          | Rick Peck                           |
| 2008 | Surfer, Dude                              |                                  | Profissão Surfista                       | Steve Addington                     |
| 2009 | Ghosts of Girlfriends Past                | As Minhas Adoráveis Ex-Namoradas | Minhas Adoráveis Ex-Namoradas            | Connor Mead                         |
| 2011 | The Lincoln Lawyer                        | Cliente de Risco                 | O Poder e a Lei                          | Mick Haller                         |
| 2011 | Killer Joe                                | Killer Joe - Matador de Aluguel  | Killer Joe - Matador de Aluguel          | Joe Cooper                          |
| 2012 | The Paperboy                              |                                  | Obsessão                                 | Ward Jansen                         |
| 2012 | Mud                                       |                                  | Amor Bandido                             | Mud                                 |
| 2012 | Magic Mike                                |                                  | Magic Mike                               | Dallas                              |
| 2013 | Dallas Buyers Club                        | O Clube de Dallas                | Clube de Compras Dallas                  | Ron Woodroof                        |
| 2013 | The Wolf of Wall Street                   | O Lobo de Wall Street            | O Lobo de Wall Street                    | Mark Hanna                          |
| 2014 | Interstellar                              | Interstellar                     | Interstelar                              | Cooper                              |
| 2015 | Free State of Jones                       | Estado Livre de Jones            | Um Estado de Liberdade                   | Newton Knight                       |
| 2016 | Kubo and the Two Strings                  | Kubo e as Duas Cordas            | Kubo e as Cordas Mágicas                 | Beetle (voz)                        |
| 2016 | Sing                                      | Cantar!                          | Sing - Quem Canta seus Males Espanta     | Buster Moon (voz)                   |
| 2016 | Gold                                      | Ouro                             | Ouro e Cobiça                            | Kenny Wells                         |
| 2017 | The Dark Tower                            |                                  | A Torre Negra                            | Walter Padic                        |
| 2019 | White Boy Rick                            |                                  |                                          | Richard Wershe Sr.                  |
| 2019 | Serenity                                  |                                  | Calmaria                                 | John Mason/Baker Dill               |
| 2019 | The Beach Bum                             |                                  |                                          | Moondog                             |
| 2020 | The Gentlemen                             |                                  |                                          |                                     |

Televisão
| Ano       | Título             | Personagem           | Notas       |
| --------- | ------------------ | -------------------- | ----------- |
| 1992      | Unsolved Mysteries | Larry Dickens        | 1 episódio  |
| 1999      | King of the Hill   | Rad Thidbodeaux      | 1 episódio  |
| 2000      | Sex and the City   | Ele mesmo            | 1 episódio  |
| 2010-2012 | Eastbound & Down   | Roy McDaniel         | 3 episódios |
| 2014      | True Detective     | Detective Rust Cohle | 8 episódios |

Como produtor
- Sahara (2005)

Como realizador
- Chicano Chariots (1992)
- The Rebel (1998)

Como cenógrafo
- The Rebel (1998)

## Prêmios e Indicações

#### Oscar
| Ano  | Categoria   | Filme              | Resultado |
| ---- | ----------- | ------------------ | --------- |
| 2014 | Melhor Ator | Dallas Buyers Club | Venceu    |

#### Globo de Ouro
| Ano  | Categoria                              | Filme              | Resultado |
| ---- | -------------------------------------- | ------------------ | --------- |
| 2014 | Melhor Ator em Filme Dramático         | Dallas Buyers Club | Venceu    |
| 2015 | Melhor Ator em Minissérie ou Telefilme | True Detective     | Indicado  |

#### Emmy Awards
| Ano  | Categoria                      | Filme          | Resultado |
| ---- | ------------------------------ | -------------- | --------- |
| 2014 | Melhor Ator em Série Dramática | True Detective | Indicado  |

#### SAG Awards
| Ano  | Categoria                      | Filme              | Resultado |
| ---- | ------------------------------ | ------------------ | --------- |
| 2014 | Melhor Ator Principal          | Dallas Buyers Club | Venceu    |
| 2014 | Melhor Elenco em Cinema        | Dallas Buyers Club | Indicado  |
| 2015 | Melhor Ator em Série Dramática | True Detective     | Indicado  |

#### Critics' Choice Awards
| Ano  | Categoria                         | Filme              | Resultado |
| ---- | --------------------------------- | ------------------ | --------- |
| 2013 | Melhor Ator Coadjuvante em Cinema | Magic Mike         | Indicado  |
| 2014 | Melhor Ator em Cinema             | Dallas Buyers Club | Venceu    |
| 2015 | Melhor Ator em Série Dramática    | True Detective     | Venceu    |

#### Satellite Awards
| Ano  | Categoria             | Filme              | Resultado |
| ---- | --------------------- | ------------------ | --------- |
| 2014 | Melhor Ator em Cinema | Dallas Buyers Club | Venceu    |

#### Independent Spirit Awards
| Ano  | Categoria               | Filme              | Resultado |
| ---- | ----------------------- | ------------------ | --------- |
| 2013 | Melhor Ator Coadjuvante | Magic Mike         | Venceu    |
| 2014 | Melhor Ator Principal   | Dallas Buyers Club | Venceu    |